# Limnias shiawasseensis
Limnias shiawasseensis är en hjuldjursart som beskrevs av Kellicott 1888. Limnias shiawasseensis ingår i släktet Limnias och familjen Flosculariidae. Inga underarter finns listade i Catalogue of Life.